# Turning Point (2020)
Pour les articles homonymes, voir Turning Point.
Turning Point (2020) est un événement de catch américain présenté par la fédération de catch Impact Wrestling, il est le quatorzième évènement Turning Point, Il fait partie des événements mensuels spéciaux d''Impact diffusés sur Impact Plus, il prit place le 14 novembre 2020 au Skyway Studios à Nashville dans le Tennessee.
Neuf matchs furent disputés lors de cet évènement et tous les championnats d'Impact furent défendus. Cet évènement marqua également le retour de Joe Doering au sein d'Impact. Le main event fut un match de championnat mondial d'Impact opposant le champion en titre Rich Swann à Sami Callihan,

## Résultats
| No.                                                | Résultats                                                                                             | Stipulations                                                            |       |
| -------------------------------------------------- | --- | ----------------------------------------------------------------------- | ----- |
| 1                                                  | Eddie Edwards bat Daivari                                                                             | Match simple                                                            |       |
| 2                                                  | Rosemary et Taya Valkyrie battent Tenille Dashwood et Jordynne Grace (avec Kaleb with a K)            | Match par équipe                                                        |       |
| 3                                                  | Brian Myers bat Swoggle                                                                               | Match simple                                                            |       |
| 4                                                  | Chris Sabin et James Storm battent XXXL (Acey Romero et Larry D)                                      | Match par équipe                                                        |       |
| 5                                                  | Rohit Raju (c) bat Cousin Jake (avec Cody Deaner)                                                     | Match simple pour le Championnat de la X-Division                       |       |
| 6                                                  | Willie Mack bat Moose par disqualification                                                            | Match simple                                                            | [ 4 ] |
| 7                                                  | The Good Brothers (Doc Gallows et Karl Anderson) battent The North (Ethan Page et Josh Alexander) (c) | Match par équipe pour les Championnats par équipe de Impact             |       |
| 8                                                  | Deonna Purrazzo bat Su Yung (c)                                                                       | Match sans disqualification pour le Championnats des Knockouts d'Impact |       |
| 9                                                  | Rich Swann (c) bat Sami Callihan                                                                      | Match simple pour le Championnat du monde d'Impact                      |       |
| - (c) – Fait référence au champion durant un match | |                                                                         |       |